# Muyun, Fujian
Muyun (kinesiska: 穆云) är en socken i sydöstra Kina. Den ligger i Fu'an i staden Ningde i provinsen Fujian, omkring 110 kilometer norr om provinshuvudstaden Fuzhou. Antalet invånare är 15 180. Befolkningen består av 6 995 kvinnor och 8 185 män. Barn under 15 år utgör 15,0 %, vuxna 15-64 år 72 %, och äldre över 65 år 11,0 %. Muyun är en etnisk minoritetssocken för shefolket.